# Regierung der Oberpfalz

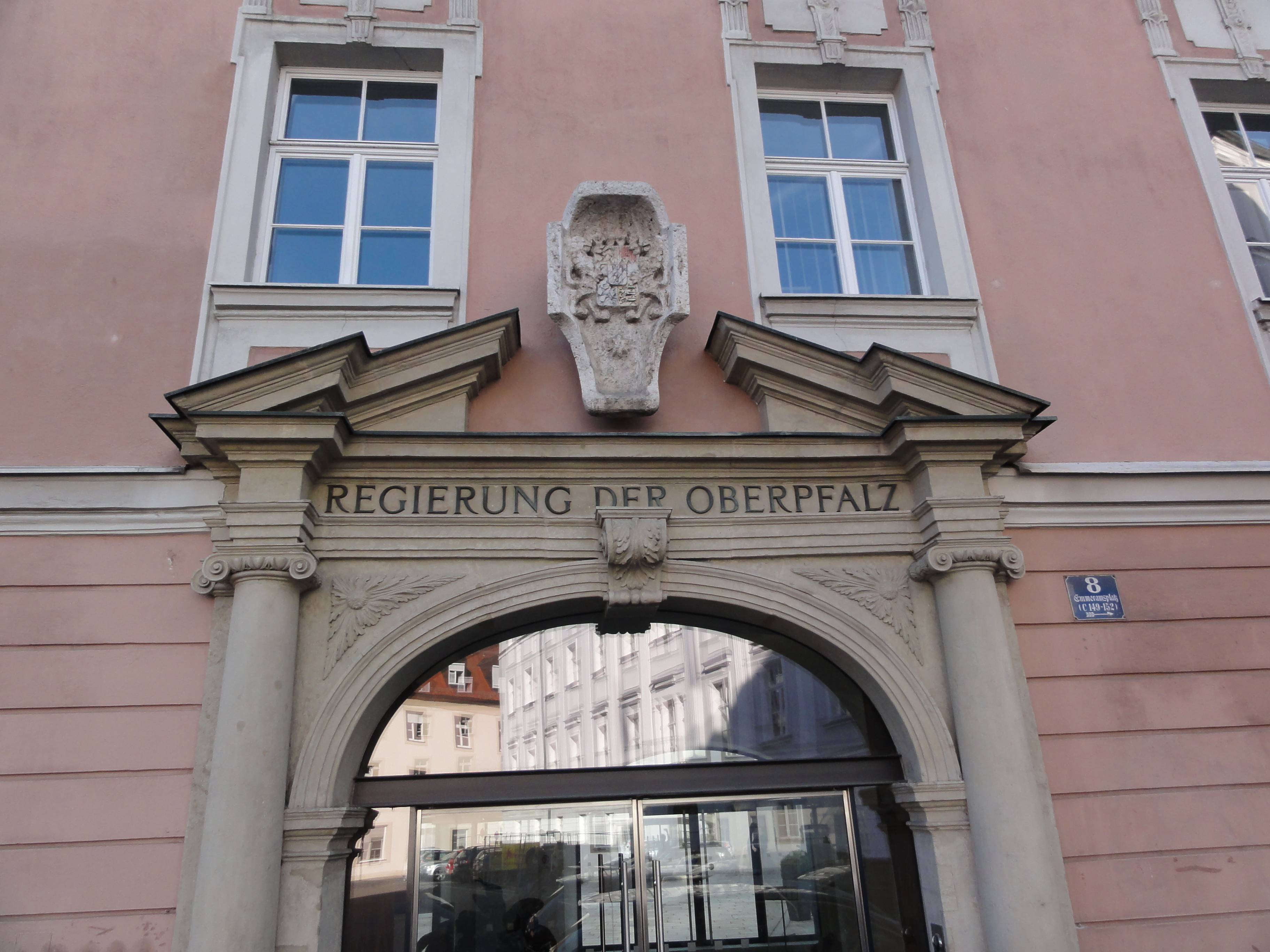
Inschrift „Regierung der Oberpfalz“ am Dienstgebäude

Die Regierung der Oberpfalz ist eine staatliche Mittelbehörde für den Regierungsbezirk Oberpfalz mit Sitz in Regensburg, einer von sieben Regierungsbezirken im Freistaat Bayern. Nicht zu verwechseln ist der Regierungsbezirk Oberpfalz mit dem Bezirk Oberpfalz, einer als dritte kommunale Ebene über den Gemeinden (erste Ebene) und Kreisen (zweite Ebene) eingerichteten kommunalen Gebietskörperschaft.

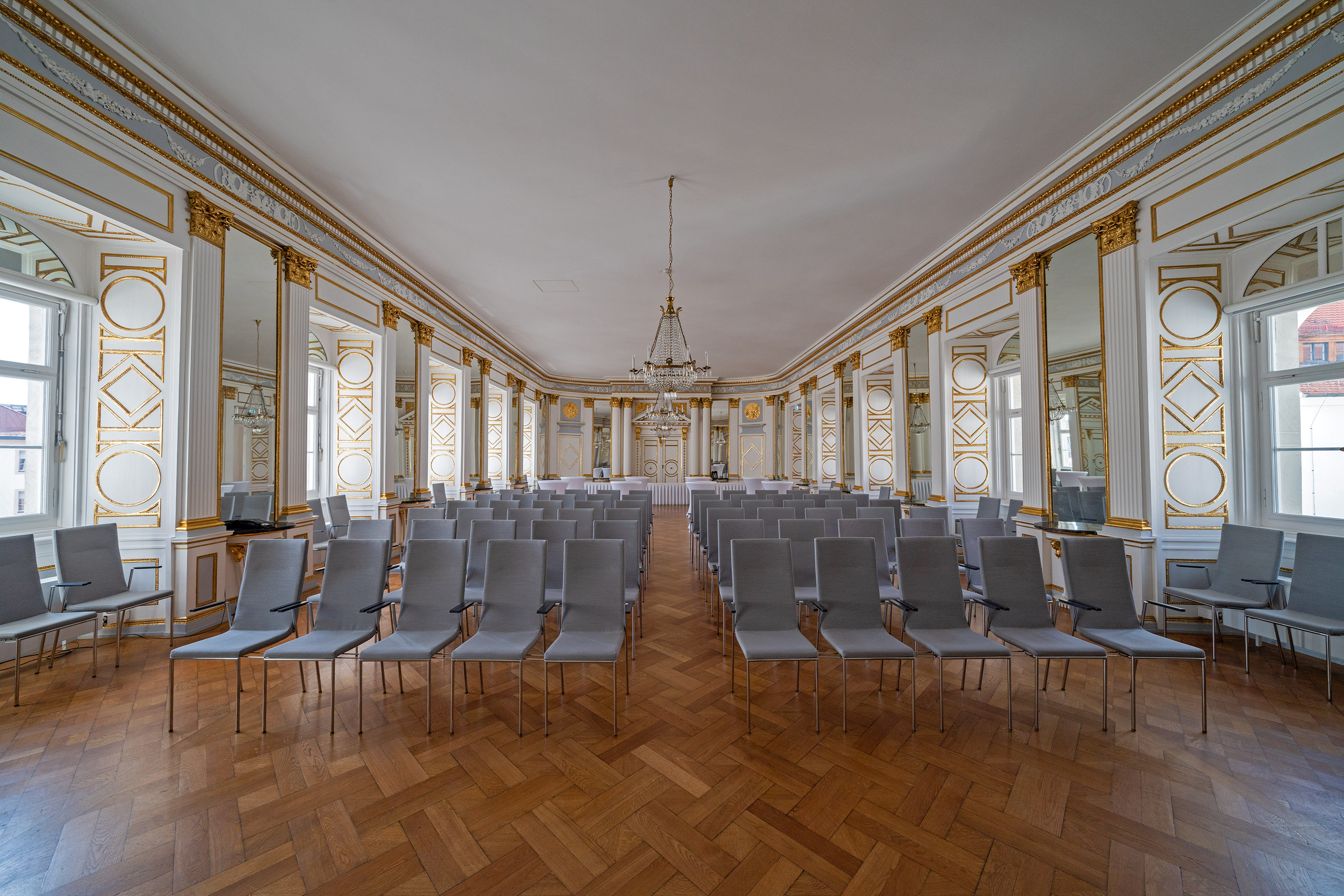
Spiegelsaal im Gebäude der Regierung der Oberpfalz

## Geschichte
Von 1806 bis 1808 wurde das Königreich Bayern in 15 Kreise eingeteilt, die nach Flüssen benannt waren. Der vormalige Regenkreis umfasste zunächst 13 Landgerichte und seit 1809 auch die kreisunmittelbare Stadt Straubing. 1810 wurde er erheblich vergrößert, unter anderem durch das Fürstentum Regensburg. Danach wurde Regensburg Sitz des Generalkreiskommissariats. Der Regenkreis gab aber auch Gebiete an den Unterdonaukreis ab.
Bei der von König Ludwig I. veranlassten Gebietsreform vom 29. November 1837, bei der man sich auf die historischen Landesbezeichnungen besann, erfolgte die Umbenennung in Kreis Oberpfalz und Regensburg. Zum 1. April 1932 wurden die Regierungsbezirke Niederbayern und Oberpfalz und Regensburg als Regierungsbezirk Niederbayern und Oberpfalz mit dem Sitz der Regierung in Regensburg zusammengelegt. Ab dem Zusammenschluss entfiel beim Regierungsbezirk Oberpfalz der Zusatz und Regensburg. Nach dem Ende des Zweiten Weltkriegs wurden gemäß Artikel 185 der Verfassung des Freistaates Bayern zum 1. April 1948 die selbständigen „Kreise“ Niederbayern und Oberpfalz wiederhergestellt.

## Regierungspräsidenten
| - Max von Lodron, 1810–1817 - Konrad Heinrich von Dörnberg, 1817–1828 - Arnold von Link, 1829–1831 - Eduard von Schenk, 1831–1841 - Friedrich von Zu Rhein, 1841–1847 - Karl von Schrenck von Notzing, 1847 - Georg Karl von Welden, 1847 - Friedrich von Zu Rhein, 1847–1849 - Karl Joseph von Künsberg-Langenstadt, 1849–1863 - Max von Gutschneider, 1863–1868 - Max von Pracher, 1868–1888 - Friedrich von Ziegler, 1888–1894 - Hartmann Graf Fugger von Kirchberg und Weißenhorn, 1894–1899 - Karl Theodor von Lutz, 1899–1905 - Friedrich von Brettreich, 1905–1907 - Anton von Aretin, 1907–1917 - Wolfgang Pöll, 1917–1918 - Hubert von Gumppenberg-Peuerbach, 1918–1921 - Theodor von Winterstein, 1921–1927 | - Ludwig von Rücker, 1927–1930 - Julius Hahn, 1930–1932 - Heinrich Wirschinger, 1932–1934 - Franz Schwede, 1934 - Wilhelm von Holzschuher, 1934–1939 - Friedrich Wimmer, 1939–1943, seit 1940 überwiegend in den Niederlanden tätig - Regierungsvizepräsident Hermann Edler von Gäßler, 1940–1943 - Gerhard Bommel, 1943–1945 - Ernst Falkner, 1945 - Franz Wein, 1945–1952 - Josef Ulrich, 1952–1959 - Georg Zizler, 1959–1962 - Ernst Emmerig, 1962–1981 - Karl Krampol, 1981–1993 - Alfons Metzger, 1994–1999 - Wilhelm Weidinger, 1999–2004 - Wolfgang Kunert, 2004–2008 - Brigitta Brunner, 2008–2014 - Axel Bartelt, 2014–2022 - Walter Jonas, seit 2022 |  |

## Organisation, Aufgaben und Tätigkeiten
- Präsidium mit Stabsstelle P (Presse, Öffentlichkeitsarbeit, Orden),  Stabsstelle S (Verwaltungssteuerung) und Stabsstelle Z (Verwaltungsmanagement)
- Bereich 1: Sicherheit, Kommunales, Soziales
- Bereich 2: Wirtschaft, Landesentwicklung, Verkehr
- Bereich 3: Planung und Bau
- Bereich 4: Schulwesen
- Bereich 5: Umwelt, Gesundheit, Verbraucherschutz[4]
- Bereich 6: Ernährung und Landwirtschaft

## Behördenleitung
Der Regierungspräsident ist seit dem 1. Februar 2022 Walter Jonas und die Regierungsvizepräsidentin seit dem 1. September 2023 Christiane Zürn.

## Dienstorte
- Regensburg
  - Außenstelle Bertoldstraße
  - Außenstelle Landshuter Straße
- Außenstelle Weiden in der Oberpfalz (Kasernenstraße)